# 奧爾莫日市鎮

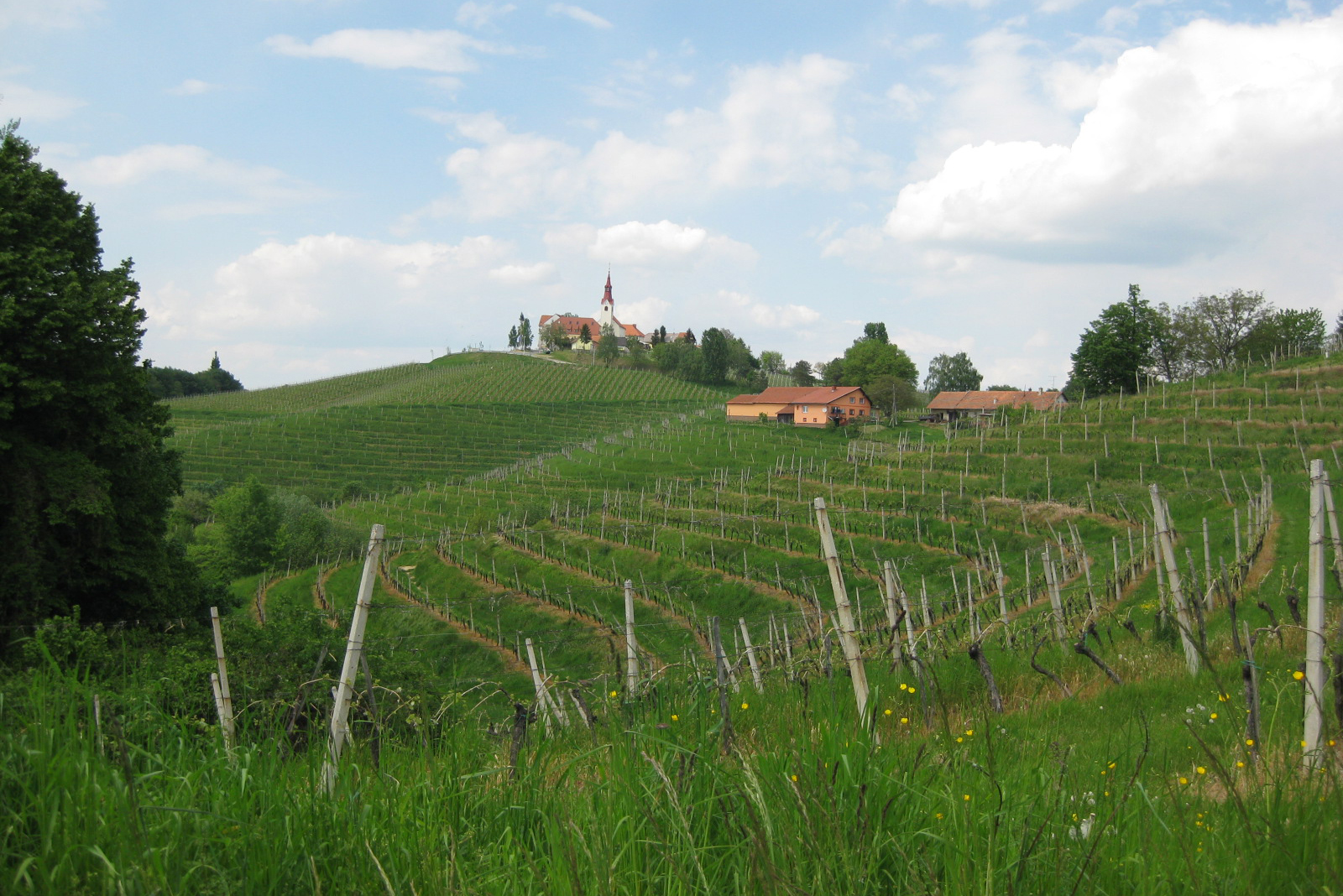

奧爾莫日市鎮是一個位於斯洛文尼亞東北部德拉瓦河左岸普圖伊附近的市鎮，毗鄰與克羅地亞接壤的邊境，行政中心為奧爾莫日。市镇面積为141.6平方公里，2016年人口数量为12,288人。该市镇设立于1994年。

## 外部連結
- 官方网站  （斯洛文尼亚文）
- Municipality of Ormož on Geopedia （页面存档备份，存于）